# Миллер, Жак-Ален
Жак-Ален Миллер (фр. Jacques-Alain Miller; род. 14 февраля 1944, Шатору) — французский психоаналитик лакановской школы, декан факультета психоанализа Университета Париж VIII; зять Ж. Лакана.
Первоначально учился у Луи Альтюссера, по заданию которого в 1964 году ознакомился с трудами Лакана, после чего стал его ближайшим учеником и помощником, а впоследствии также женился на его дочери. После смерти Лакана редактировал издания всех лакановских семинаров и является признанным главой французской психоаналитической школы, сотрудничая с такими значительными фигурами, как Славой Жижек (ученик Миллера) и Ален Бадью.
Он создал институциональную основу для психоанализа лакановской ориентации, основав в 1992 году Всемирную Психоаналитическую Ассоциацию (Association Mondiale de Psychanalyse), объединяющую 8 школ психоанализа по всему миру, среди которых — Новая Лакановская Школа (NLS)[1]. Начиная с 1973 года, по средам, в Консерватории искусства и ремёсел (Arts et Métiers), он читает еженедельные лекции, открытые для широкой публики и носящие общий титр «Лакановская ориентация».
Если начало творчества самого Жака Лакана можно рассматривать как комментирование трудов Фрейда, в результате чего собственно и возникнет уникальный т. н. лакановский психоанализ, то что-то подобное мы можем сказать и о Ж.-А. Миллере: его открытые лекции в Консерватории искусства и ремёсел несомненно напоминают Семинар Жака Лакана, и их основу составляет комментарий, или перечитывание лакановских текстов. Но эта работа направлена также и на продолжение клинических поисков, благодаря чему психоанализ сохраняет свой статус живой дисциплины: так, например, появляется понятие «ординарный психоз», за которым скрывается описание новых клинических реалий современного мира, целый ряд других понятий и концепций, за которыми скрывается результат работы не только Жака-Алена Миллера, но и всего лакановского психоаналитического сообщества, объединённого школами Всемирной Психоаналитической Ассоциации.
Ж.-А. Миллер является автором множества статей и книг (переведённых на все основные европейские языки), большинство из которых издано на испанском языке.

## Публикации
- Entretien sur le séminaire avec François Ansermet. Navarin, 1985.
- Silence brisé : entretien sur le mouvement psychanalytique / MILLER Jacques-Alain ; ETCHEGOYEN R. Horacio. 1996. -
- Qui sont vos psychanalystes? sous la direction de JA Miller, Paris, Seuil, 2002
- Lakant, Navarin-Seuil, 2003
- Le transfert négatif, Navarin-Seuil, 2005
- Lettres à l’opinion éclairée, Paris, Seuil, 2002
- Un début dans la vie, Paris, Le Promeneur, Gallimard, 2002
- Le neveu de Lacan, Paris, Verdier, 2003
- Le secret des dieux, Paris, Navarin éditeur, 2005
- L’anti-livre noir de la psychanalyse, Paris, Seuil, 2006

Les Conversations du Champ freudien, sous la direction de JA Miller
— Le Conciliabule d’Angers, Effets de surprise dans les psychoses, Navarin, 1997
— La Conversation d’Arcachon, Les inclassables de la clinique,Navarin, 1997
— La Convention d’Antibes, La psychose ordinaire, Navarin, 1999
— la Conversation de Barcelone, Effets thérapeutiques rapides en psychanalyse, Navarin, 2005
— L’amour dans les psychoses, Seuil, 2004
— La Conversation de Bordeaux, Les embrouilles du corps, Ornicar n°50, 2002
— Variétés de l’humeur, Navarin, 2008.